# Streetteam
Ein Streetteam ist eine semiprofessionell organisierte Gruppe von Freiwilligen, die in ihrer Umgebung im Sinne einer Graswurzelbewegung Werbung für Veranstaltungen, Bands, Initiativen, Produkte oder Marken betreibt.
Streetteams traten in der Mitte der 1990er erstmals in der Musikindustrie der USA auf und wurden von den Plattenfirmen der Bands oder von den Bands direkt mit Aufklebern, Flyern, Postern und CDs beliefert, um damit in einer begrenzten Region (Stadt, Freundeskreis…) Werbung zu machen. Seit Aufkommen des Internets verbreiten die Mitglieder von Streetteams ihre Anliegen auch online. Als Bezahlung für die Arbeit bekommen die Streetteamer von beispielsweise Bands Konzertkarten, CDs (teilweise lange vor dem offiziellen Veröffentlichungstermin) und teilweise auch Treffen mit den Musikern.
Heutzutage werden die über Onlineportale organisierten Streetteams als gleichberechtigtes Marketinginstrument neben vielen anderen (z. B. Printwerbung) gesehen, da man damit direkt, ohne Reibungsverluste, die Zielgruppe ansprechen kann.

## Belege
- Agnese Vellar: The recording industry and grassroots marketing: from street teams to flash mobs. In: Participations. Journal of Audience & Perception Studies. Band 9, Nr. 1, Mai 2012, S. 107 f. (participations.org [PDF]).
- Anna Colleen Turner: Street Team Member Socialization. 2011 (ucf.edu – Masterarbeit University of Central Florida).